# 本头公

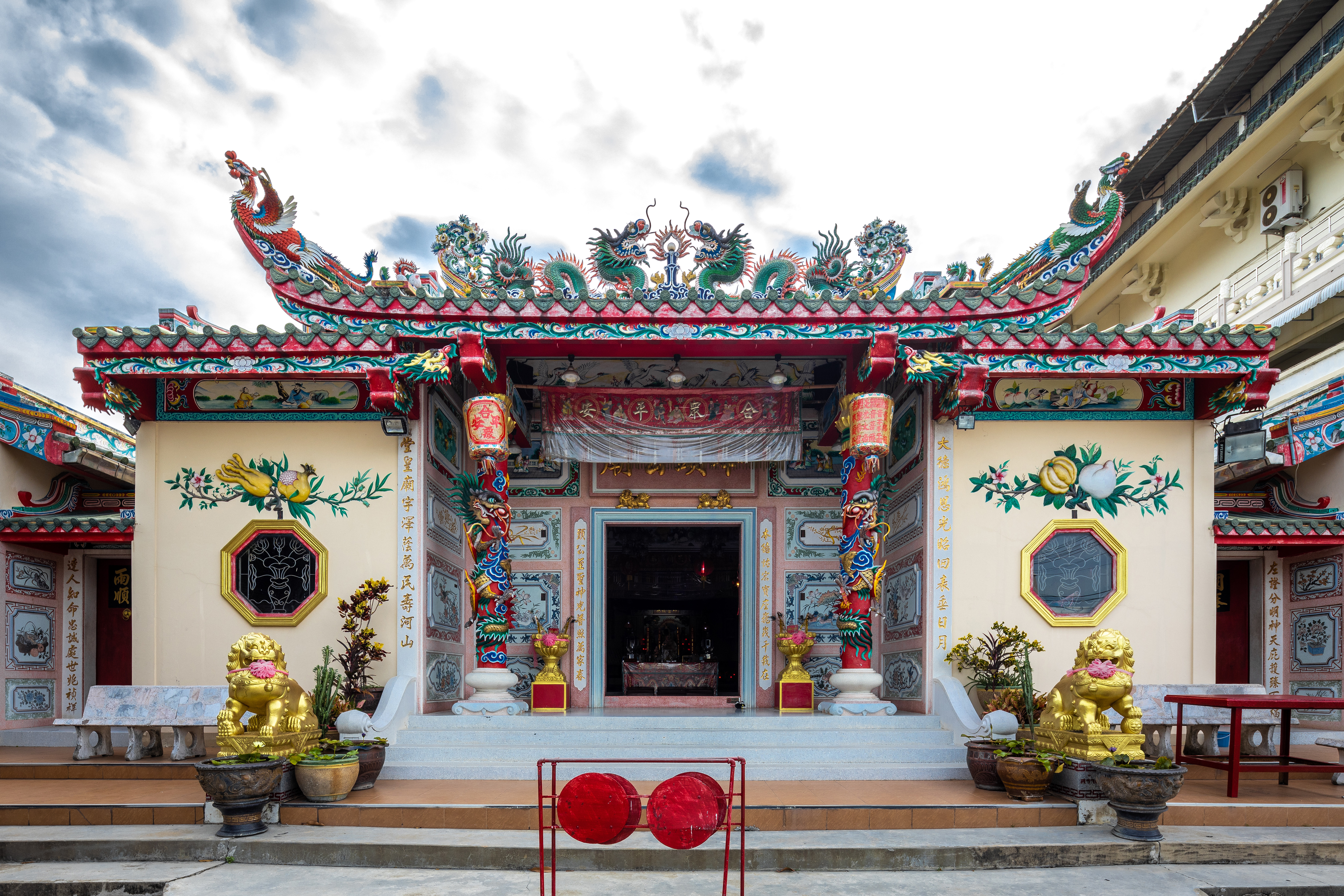
曼谷帕世乍能县本頭公庙

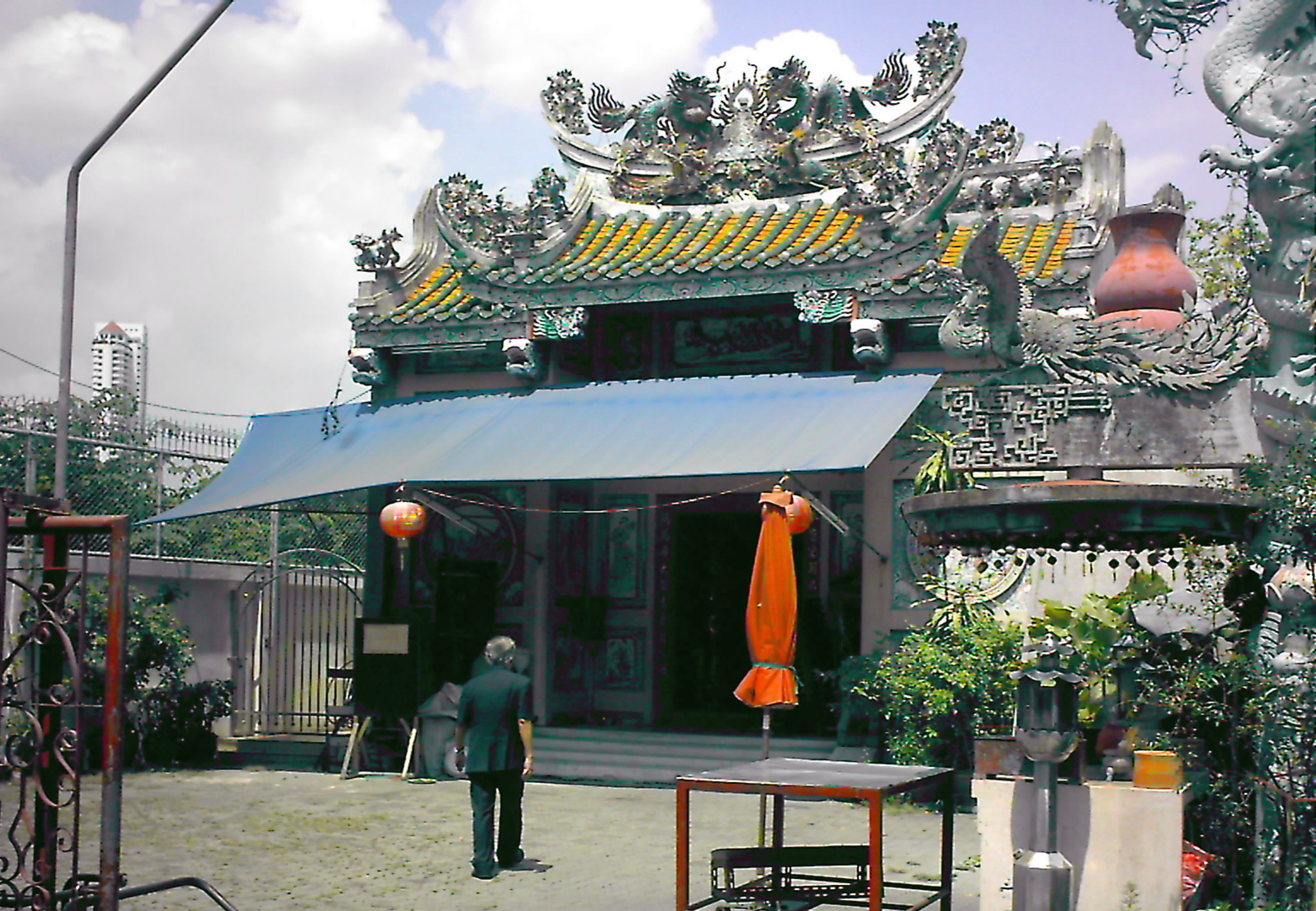
曼谷挽叻县本頭媽廟

本头公（泰語： Pun Thao Kong），又作老本头公，是东南亚潮州移民信奉的神明，為當地華人社群的守護神，在中国本土并不存在。有説法稱本頭公在泰國曼谷是最多廟宇供奉的中國神明。
亦有稱本頭媽的女性神明，在泰國亦可見本頭媽廟，如曼谷挽叻县本头妈庙。有的廟宇將本頭媽和本頭公合祀。

## 由來傳説
本頭公是南洋華人自行演創出的神明，其由來有多種説法。如有傳説稱本頭公原本是鄭和船隊的一員，有記載稱他移居並客死呂宋。有傳説稱本頭公源自水滸傳中的强盜燕青，他反抗朝廷失敗，逃亡暹羅，向當地人教授拳法，死後被奉爲神。亦有傳説將本頭公同其他暹羅歷史人物關聯。後世研究認爲他很有可能實際上是南洋華人移民的先驅。

## 供奉
泰國曼谷建有諸多本頭公廟，在外府如孔敬、龙仔厝亦有本頭公廟，有説法稱本頭公是曼谷最多廟宇供奉的中國神明。本頭公像常是著中國舊式戰甲的軍人，或是著官服的老者形象。崇拜本頭公的主要是潮州人。
曼谷最大的本頭公廟在曼谷嵩越路。各地的本頭公廟最初的綫香皆取自嵩越路大本头公庙。
本頭公信仰還和泰國本地的毗溼奴崇拜結合，有些本頭公廟以毗溼奴像供奉本頭公。
泰國中國學學者頌猜（Somchai Kwangthongpanich）稱，本頭公信仰可追溯到阿瑜陀耶時代，在當時大城的Yan Nai Kai市場和Pak Nam Mae Bia有許多本頭公廟。